# Библиотека Етнографског музеја
Библиотека Етнографског музеја у Београду је специјална библиотека која је настала и развијала се у оквиру музеја. Заједно са библиотеком Етнографског института САНУ и библиотеком Катедре за етнологију и антропологију на Филозофском факултету Универзитета у Београду представља полазну тачку и окосницу научно истраживачког и стручног рада у области етнологије и антропологије. Намењена је, пре свега, запосленима Музеја али и академицима, научним радницима и сарадницима других институција, наставном особљу са факултета, студентима и свим грађанима.

## Историјат
Библиотека Етнографског музеја у Београду представља једну од најзначајнијих установа ове врсте у земљи и региону. Настала је када и сам музеј 1901. године издвајањем етнографског одељења из састава Народног музеја у кућу угледног београдског трговаца и државника Стевче Михаиловића. Тридесет две књиге које су том приликом добијене од библиотеке Народног музеја сачињавале су основ фонда Библиотеке која данас поседује неколико десетина хиљада публикација.

## Фонд
Библиотека поседује фонд од око 58.000 публикација. Својим значајем издваја се колекција од преко 100 примерака старе и ретке књиге. Библиотека поседује и богату референсну литературу. Највећи број публикација је из области етнологије и анторологије а заступљене су и сродне дисциплине: историја, историја уметности, музеологија, фолклористика, археолгија, архитектура, и др. Од оснивања до данас библиотечки фонд је попуњаван куповином, поклоном и разменом као најзначајнијим извором набавке библиотечког материјала. Од 1926. године када је покренут, Гласник Етнографског музеја постаје основно средство размене са сродним институцијама у земљи и иностранству. Шездесетих година прошлог века, Библиотека је вршила размену са бројним институцијама са простора бивше Југославије и из иностранства. Током деведесетих година долази до прекида сарадње са највећим бројем институција чиме се дотадашња размена публикација драстично смањује. Гласник је имао изузетно важну улогу у размени серијских публикација што је у великој мери допринело обогаћивању библиотечког фонда. Посебна пажња је посвећена комплетирању југословенских периодичних издања и водећих етнолошких часописа у Европи попут: Wiener Zeitschrift für Volkskunde, Wien; Anthropos: Internationale Zeitschrift für Völker und Sprachenkunde, Wien; Ethnologie und Urgeschichte, Hamburg; Česky lid, Praze затим Časopis za zgodovino in narodopisje, Марибор; Etnolog- glasnik slovenskog etnološkog muzeja u Ljubljani; Hrvatsko kolo: naučno-književni i umjetnički zbornik, Загреб; Босанска вила: лист за књижевност, културу и друштвена питања, Сарајево; Гласник Земаљског музеја у Босни и Херцеговини, Сарајево; Летопис Матице српске, Нови Сад; Старинар Српског археолошког друштва, Београд; Браство, Београд; Годишњица Николе Чупића, Београд, и многи други. Библиотека данс у фонду чува преко 1450 наслова серијских публикација. Библиотека поседује и знатан број каталога збирки и издања музеја у земљи и иностранству.

## Чување фонда
Библиотека заузима површину од 230 m² распоређених у 5 просторија: читаоница са 16 читалачких места, пријемно одељење, два депоа у којима су смештене серијске публикације и просторија у којој се, издвојена у засебним витринама, налази богата референсна збирка. Монографске публикације смештене су на полицама дуж свих наведених просторија осим у депоима предвиђним за смештај серијских публикација. Један од основних проблема са којим се Библиотека у свом раду суочава јесте недостатак простора за смештај публикација. Сав расположиви простор у оквиру Библиотеке максимално је искоришћен. 
Фонд библиотеке се може користити искључиво у читаоници.

## Каталози
Библиотека Етнографског музеја поседује лисни алфабетски каталог монографских и серијских публикација и каталог контролних картона за серијске публикације. Од 2011. године обрада публикација је аутоматизована и фонд монографских публикација библиотеке, унесен након овог датума, се може претраживати путем OPAС-а.